# Taschkorgan (Fluss)
Der Taschkorgan (chinesisch 塔什库尔干河; Pinyin Tǎshíkù’ěrgàn Hé) ist ein linker Nebenfluss des Yarkant im äußersten Nordwesten der Volksrepublik China.

## Flusslauf
Der Taschkorgan entspringt am Wakhjir-Pass im Pamirgebirge. Von dort fließt er anfangs in östlicher Richtung, wendet sich dann nach Norden und durchfließt ein breites Hochtal. Dabei passiert er die Großgemeinde Taschkorgan. Später wendet er sich wieder nach Osten und durchbricht den östlichen Pamir. Schließlich trifft er auf den nach Norden fließenden Yarkant.

## Wasserkraftnutzung
Anfang des 21. Jahrhunderts wurden zwei Wasserkraftprojekte am Mittel- und Unterlauf des Taschkorgan realisiert. Die 78 m hohe Xiabandi-Talsperre (⊙) staut den Mittellauf des Taschkorgan auf einer Länge von 14,5 km. Ein Stollen führt zum talabwärts gelegenen Wasserkraftwerk (⊙). Dieses besitzt 3 Einheiten zu je 50 MW. Knapp 2 Kilometer unterhalb des Kraftwerks befindet sich der 16,8 m hohe Staudamm (⊙) des Qirehazier-Wasserkraftprojektes (alternativer Name: Qirehataer). Über einen 15,66 km langen Stollen gelangt das Wasser zum talabwärts gelegenen Kraftwerk (⊙), das über 3 Einheiten zu je 70 MW verfügt.